# Ciabatta
Ciabatta ([t͡ʃaˈbat.ta], pol. wym. cziabatta) – włoski miękki lekki i porowaty biały chleb o chrupiącej skórce, robiony z mąki pszennej i drożdży. Bochenek ciabatty jest wydłużony, szeroki i płaski. Po włosku słowo „ciabatta” oznacza „kapeć”. Od drugiej połowy lat 90. jest szeroko znana w Europie i Stanach Zjednoczonych, najczęściej używana jako pieczywo do kanapek. Za twórcę wypieku uznaje się Arnaldo Cavallariego, włoskiego piekarza, który wypiekł pierwszą ciabattę w 1982 roku.
We Włoszech występuje w różnych regionalnych odmianach, wypiekanych na różne sposoby. Z regionu jeziora Como chleb ma chrupiącą skórkę, jest miękki, ma puszysty środek i jest bardzo lekki. W Toskanii, Umbrii i Marche występują różne warianty ciabatty – od miękkiej skórki i gęstej masy, do chrupiącej skórki i lżejszej masy. W Rzymie często jest jedzona z oliwą wymieszaną z odrobiną soli.

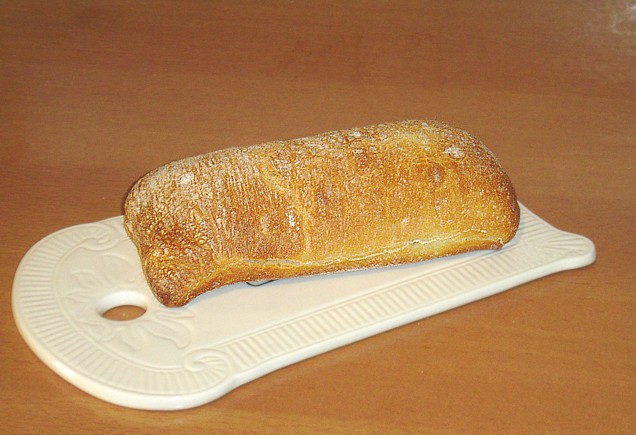
Ciabatta
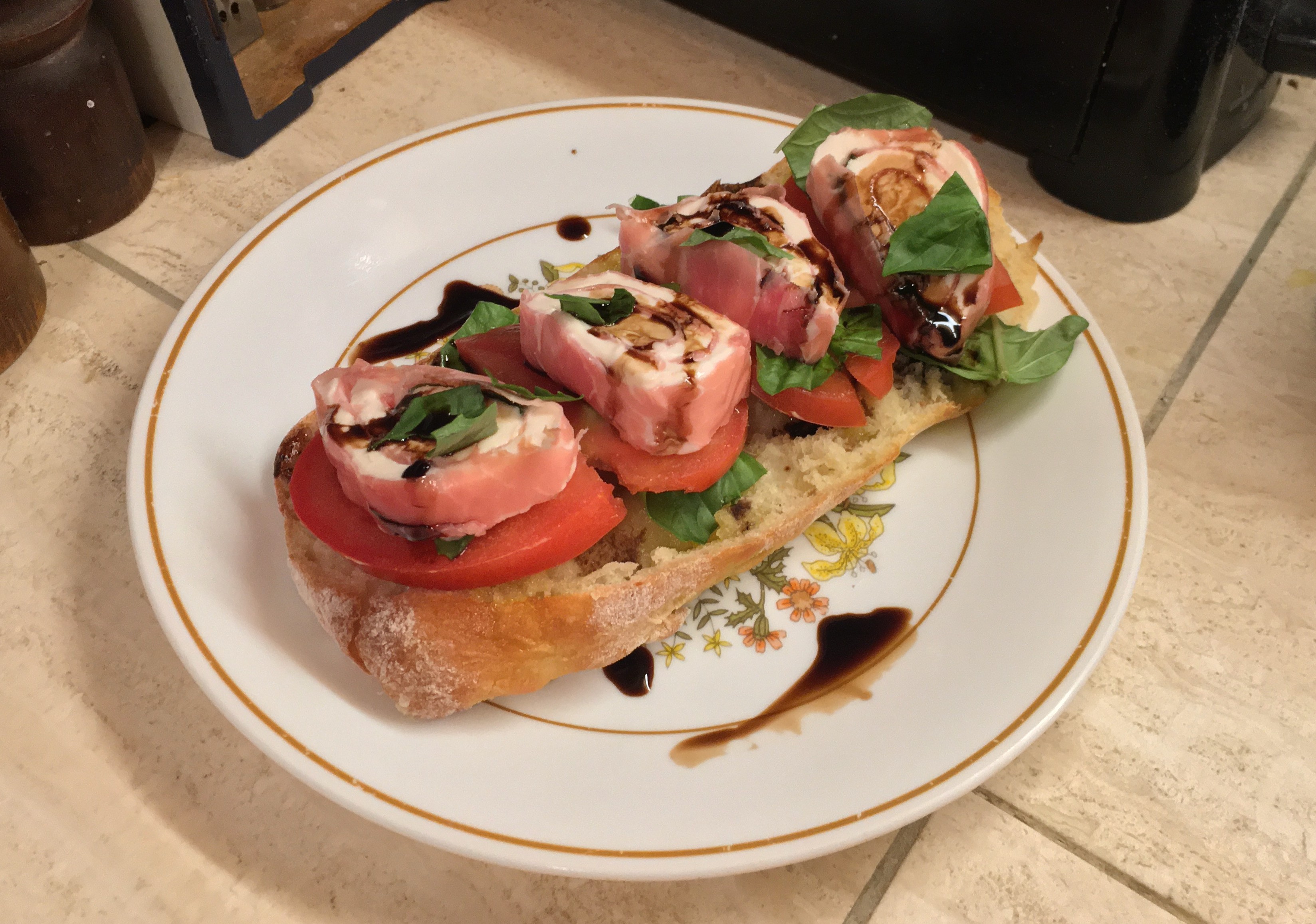
Ciabatta condita